# Regulador de pressão
Regulador de pressão é um dispositivo construído para regular a pressão de um fluido (ar, água, gases), geralmente tendo em sua entrada uma alta pressão variável e fornecendo em sua saída uma pressão mais baixa e razoavelmente estável.
O regulador de pressão para gás é um dispositivo que, acoplado ao botijão de gás doméstico, permite a redução de pressão do botijão (em torno de 100 libras) para uma pressão parecida com a pressão de um sopro forte (em torno de 0,5 libra). Sua utilização é essencial para o bom funcionamento do sistema de gás que alimenta fogões e fogareiros. No Brasil, a norma do INMETRO (Instituto Nacional de Metrologia) prevê o vencimento de um regulador doméstico por um prazo de 5 anos da data da sua fabricação.